# Кармел (Индиана)
Кармел (англ. Carmel, /ˈkɑrməl/) — город к северу от Индианаполиса в штате Индиана. Население составляет 101 068 жителей, город занимает площадь в 120 квадратных километров. С 1998 года в городе были построены 128 кольцевых развязок, из-за чего он получил прозвище «Кольцевой столицы США».

## История
Первоначально город назывался Вифлеем. Он был основан в 1837 году Дэниелом Уорреном, Александром Миллзом, Джоном Фелпсом и Сетом Грином. Первые жители города были преимущественно квакерами.
В 1924 году на пересечении Мэйн-Стрит и Рэнджлайн-Роуд был установлен один из первых в США автоматических светофоров. Светофор был установлен Лесли Хейнсом и в настоящее время находится на старой железнодорожной станции на Монон-Трейл.

## География
По данным переписи 2010 года, общая площадь Кармела составляет 125.73 км2, из которых 122.92 км2 (или 97,76 %) — суша и 2.81 км2 (или 2,24 %) — вода.

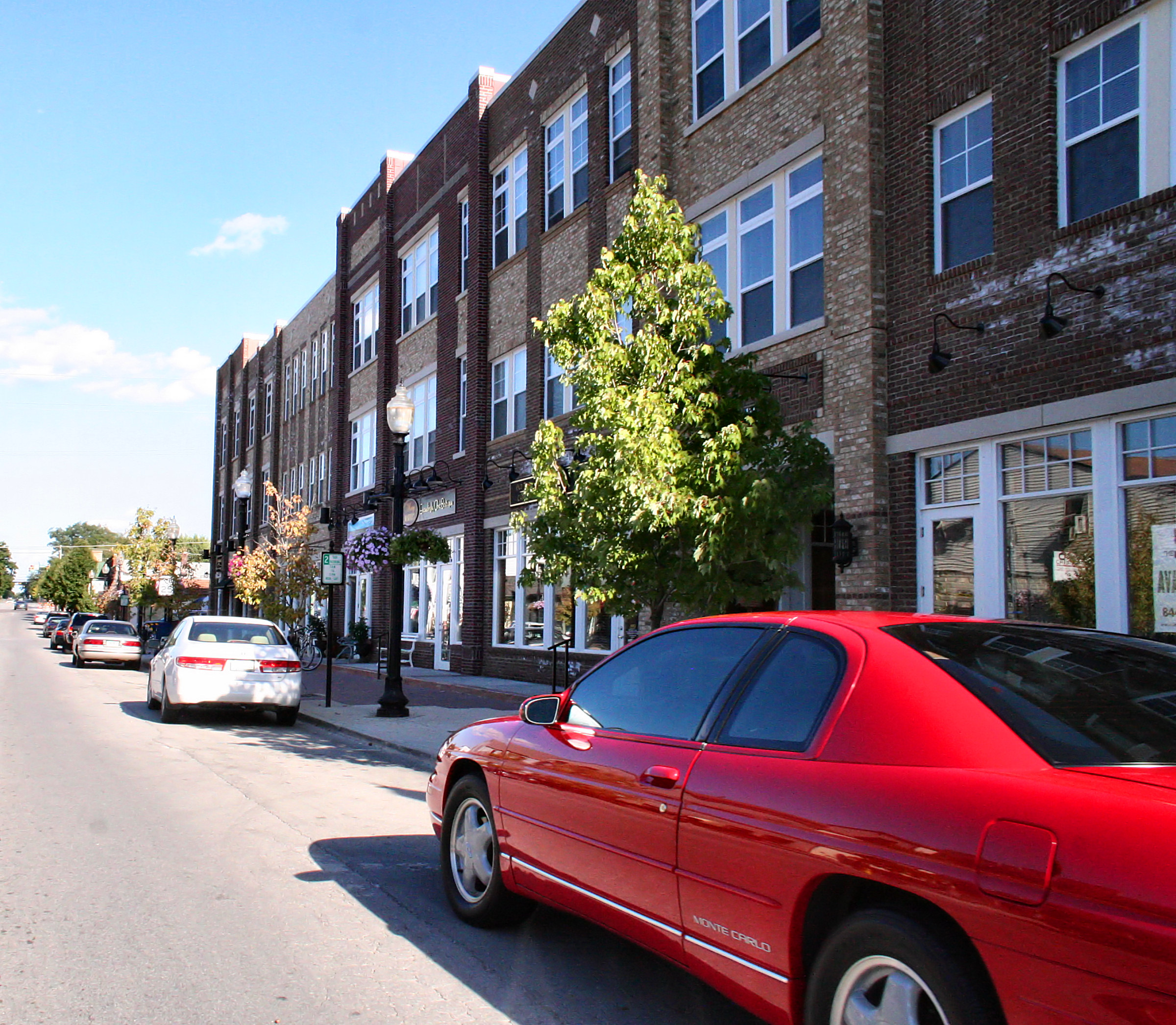
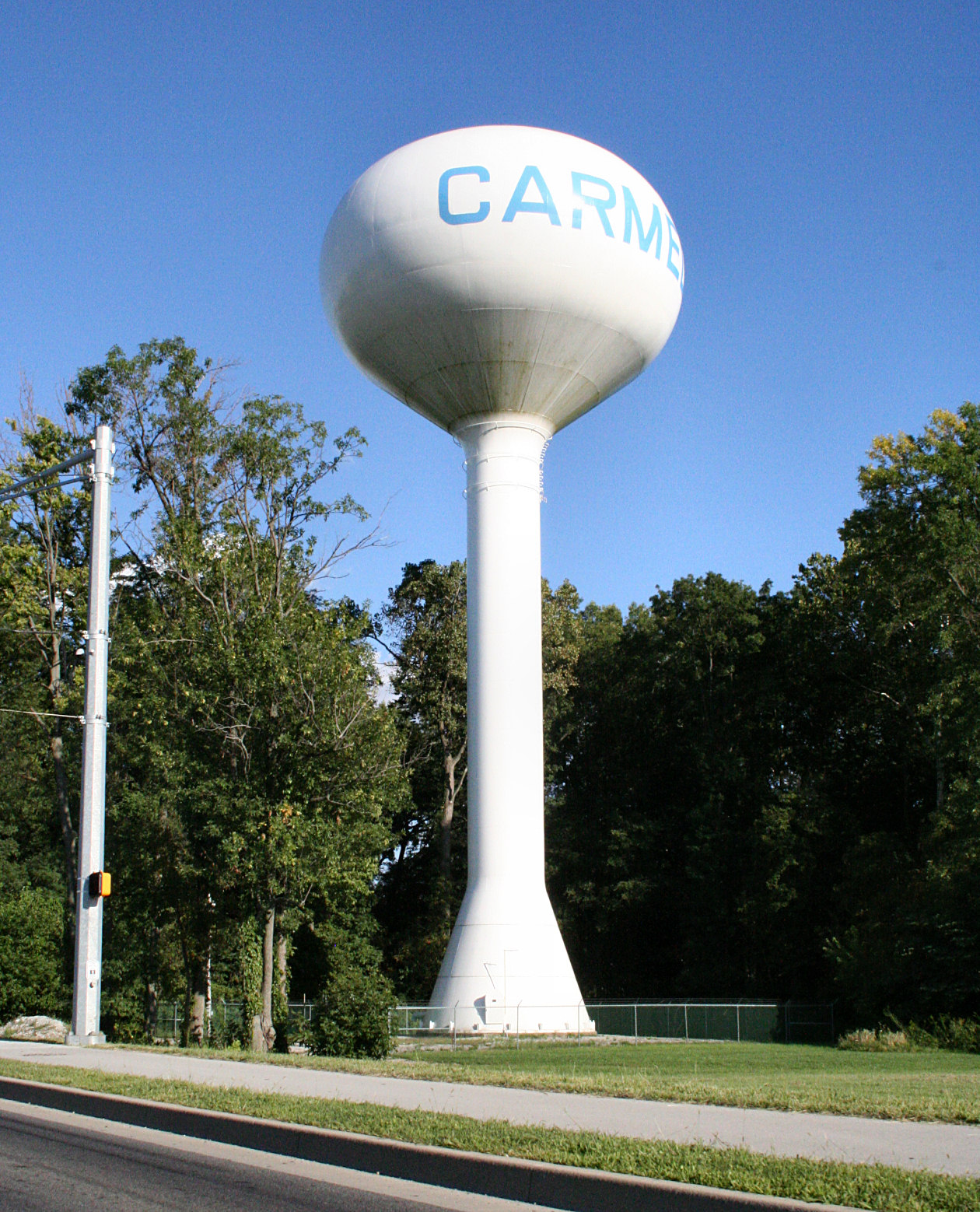
Одна из водонапорных башен, расположенная недалеко от границы Уэстфилда на 146-й улице

## Население
Согласно оценке 2017 года, средний доход домохозяйства в городе составлял 109 201 доллар.
Средняя цена дома в 2013—2017 годах составляла 320 400 долларов.

### Перепись 2010 года
По данным переписи населения 2010 года, в городе проживало 79 191 человек, насчитывалось 28 997 домашних хозяйств и было 21 855 семей. Плотность населения составляла 644,3 жителей на квадратный километр. Расовый состав населения города составлял 85,4 % белых, 3,0 % афроамериканцев, 0,2 % коренных американцев, 8,9 % азиатов, 0,7 % представителей других рас и 1,8 % представителей двух или более рас. Испаноязычные или латиноамериканцы любой расы составляли 2,5 % населения.
Было зарегистрировано 28 997 домашних хозяйств, из которых 41,7 процента имели детей в возрасте до 18 лет, проживающих с ними, 66,6 процента были супружескими парами, живущими вместе, 6,3 процента имели домовладельца женского пола без присутствия мужа, 2,4 процента имели домовладельца мужского пола без присутствия жены и 24,6 процента не имели семей. 20,8 % всех домашних хозяйств состояли из отдельных лиц. Средний размер домохозяйства- 2,71, а семьи- 3,18 человека.
Средний возраст жителей города составил 39,2 года. 29,4 % жителей были моложе 18 лет; 5,3 % — в возрасте от 18 до 24 лет; 25,2 % — от 25 до 44 лет; 29,7 % — от 45 до 64 лет; и 10,4 % — в возрасте 65 лет и старше. Гендерный состав населения города составлял 48,7 % мужчин и 51,3 % женщин.

## Школы

### Государственные
В округе Кармел насчитывается 11 начальных школ, три средние школы и одна Высшая школа. Число учащихся в этом районе превышает 14 500 человек.
Начальные школы: Carmel Elementary Cherry Tree Elementary, College Wood Elementary, Forest Dale Elementary, Mohawk Trails Elementary, Orchard Park Elementary, Prairie Trace Elementary, Smoky Row Elementary, Towne Meadow Elementary, West Clay Elementary, и Woodbrook Elementary.

### Частные
В Кармеле есть несколько частных школ, в том числе Пилигримский лютеранский детский сад (12 мес. −6 лет), дошкольное учреждение Святой Елизаветы Сетон (2 года обучения), Академия Среднего Запада (4-12 лет) и Университетская Средняя школа.

## В городe родились
- Джейк Ллойд, киноактёр, наиболее известен по роли Энакина Скайуокера в фильме «Звёздные войны. Эпизод I: Скрытая угроза».
- Джош Макробертс, профессиональный баскетболист выступал за клуб Национальной баскетбольной ассоциации «Даллас Маверикс».
- Рам Раджив, профессиональный теннисист; серебряный призёр Олимпийских игр 2016 года в миксте[15]
- Тодд Янг, американский политик-республиканец, член Палаты представителей США от 9-го избирательного округа Индианы (2011—2017), c 2017 года сенатор США от штата Индиана.

## Города-побратимы
- Каватинагано, Осака , Япония (1994)
- Сянъян, Хубэй, Китай (2012)[16]